# Амерички сан
Амерички сан је национални етос САД, што представља скуп уверења (демократија, људска права, слободе, могућности и једнакост), у којој влада слобода и могућност напретка и успеха, што се постиже кроз напоран рад, у друштву које нема много препрека. Џејмс Адамс рекао је 1931. године: „живот мора да буде бољи, испуњенији и богатији за свакога, са могућностима за сваког, у складу са њиховим способностима и достигнућима”, без обзира на друштвене класе или околности рођења.
Амерички сан укорењен је у Декларацији независности, која проглашава да су „сви људи створени једнаки” са правом на „живот, слободу и потрагу за срећом”.

## Историја
Значење појма „Амерички сан” мењало се током историје, где су узете у обзир индивидуалне идеје (као што су право својине и право слободног кретања) и глобалне идеје. Како је гувернер Вирџиније рекао у 1774. години, Американци су „одувек маштали о земљама које су боље од оних које су они насељавали”. Он је додао да, „ако би пак стигли до Раја, они би кренули даље, када би чули о бољем месту, које се налази западније”.

### 19. век
У 19. веку, учени Немци су побегли након неуспеле револуције 1848. године. Њима се допадала идеја о политичким слободама у новом свету, и непостојање хијерархијских или аристократских друштава, која би ограничавала тежње појединца. Један од њих је објаснио:
Немачки емигрант долази у земљу без деспотизма, приоритетне мањине и монопола, неподношљивих пореза и ограничења по питањима уверења и морала. Свако може да се насели тамо где жели. Пасош није потребан, ни полиција се не меша у његове послове или успорава његово кретање... Верност и част су једина мерила овде. Богати стоје раме уз раме са сиромашнима; научник није за класу изнад скромног механичара; ниједног Немца није срамота да се бави било којом професијом. Нема племства, привилегованих, или војске која уништава физичку и моралну снагу народа, ни хорде државних званичника који уживају у нераду. Најважније, нема кнезова и корумпираног судства који подржавају оне који су рођени привилеговани. У таквој земљи таленат, енергија и упорност човека... имају много више могућности за успех, него у монархијама.
Откриће злата у Калифорнији 1849. године, привлачи стотине хиљада људи који покушавају да се обогате преко ноћи—и неколицина је у томе успела. Тако је створен „Калифорнијски сан” о тренутном успеху. Историчар Х. В. Брендс је истакао у годинама након Златне грознице, како је Калифорнијски сан захватио читаву земљу:
Стари Амерички сан... је сан пуританаца, „сиромашног Ричарда” Бењамина Франклина... мушкараца и жена који стичу своја скромна богатства, постепено, из године у годину. Нови сан је постао сан о богатству преко ноћи. [То је] Златни сан... и постао је истакнути део америчке културе тек након открића калифорнијског злата.

### 20. век
Писац Џејмс Адамс популаризовао је израз „Амерички сан” у својој књизи из 1931. године, названој Еп о Америци:
Амерички сан је сан о земљи у којој живот треба да буде бољи и испуњенији за сваког човека, са могућношћу за сваког у складу са њиховим способностима и достигнућима. Тај сан европска висока класа не може да разуме, а многи од нас такође не могу схватити значење тог идеала. То није сан о аутомобилима и луксузу, већ сан о друштвеном уређењу у коме сваки мушкарац и жена могу достићи свој пун потенцијал, о друштву које ће их прихватити онакве какве јесу, неовисно о њиховом пореклу и статусу. Амерички сан, који је привукао десетине милиона људи свих нација на наше обале у протеклој деценији, није сан о материјалном изобиљу, иако је могућност за стицање тог изобиља значајно допринела развоју идеје. Али, ради се о нечему много значајнијем. Милиони људи сања о могућности да напредује колико њихове могућности дозвољавају, а не колико им дозвољавају баријере, које су укорењене у неке старије цивилизације.

## У књижевности
Овај израз је популаран у књижевним делима, и многа дела у америчкој литератури користе овај израз, почев од Аутобиографије Бенџамина Френклина, Авантуре Хаклбери Фина Марка Твена (1884), Великог Гетсбија Скота Фицџералда (1925), Америчке трагедије Теодора Драјзера (1925) и Соломонове песме Тонија Морисона (1977). Други аутори који су користили појам америчког сна су Хантер С. Томпсон, Едвард Олби, Џон Стајнбек, Ленгстон Хјуз и Ђанина Браски.

### Амерички идеали
Многи амерички аутори користе израз „Амерички идеали” у својим радовима као мотив или идеју, како би исказали свој став. Много идеала се појављује у америчкој литератури, као што су: сви људи су једнаки, Сједињене Америчке Државе су земља могућности, Амерички сан свако може остварити, и свако може успети кроз напоран рад и одлучност. Џон Винтроп такође је писао о појму „Америчке изузетности”. Ова идеологија се односи на идеју да су Американци изабран народ, који ће предводити напредак.

## Јавно мњење
Етос данас подразумева могућност за Американце, да просперирају кроз напоран рад. Према значењу појма Сан, ово укључује могућност за одгајање и школовање деце и успех у каријери без препрека. Људи имају могућност личног избора, без ограничења у складу са њиховом класом, кастом, религијом, расом или етничком припадношћу.
У Сједињеним Америчким Државама, поседовање куће понекад се користи као мерило успеха; овај тип својине је статусни симбол, што одваја средњу класу од сиромашних.

## У другим деловима света
Тежња ка остварењу „Америчког сна” проширила се на друге нације 90-их година 20. века, када су амерички мисионари и бизнисмени настојали да шире идеју о Сну. Емили Розенберг назива преко-океанске верзије Америчког Сна „либералним развојем” и утврђује пет кључних компоненти:
(1) веровање да други народи могу и треба да користе модел који је донео толико успеха у Америци; (2) вера у сопствено предузетништво; (3) подршка слободној и отвореној трговини и инвестицијама; (4) промовисање слободног ширења информација и културе; и (5) признавање државне активности [САД] у намерама да заштити приватно предузетништво и подстицању и регулацији америчког учешћа у међународној економији и културној размени.

### Након Другог светског рата
У Западној Немачкој након Другог светског рата, каже Померин, „је владао мотив и жеља за бољим животом, налик Америчком сну, што је постао Немачки сан”". Силвија Касамањаги тврди да су за жене у Италији након 1945. године, филмови и часописи о америчком животу приказали „Амерички сан”. Њујорк је посебно представљен као нека врста утопије, где се сви снови и жеље могу остварити. Италијанске жене су виделе модел за сопствену еманципацију у патријархалном друштву.

### Русија
После пада комунизма у СССР-у 1991. године, Амерички сан фасцинира Русе. Први пост-комунистички вођа Борис Јељцин подржава „амерички начин” и у сарадњи са економистима са Харвардског универзитета, Џефријем Саксом и Робертом Алисоном, спроводе у Русији економске „шок терапије” 1990.их година 20. века. Независни руски медији идеализују Америку и подржавају шок терапију за привреду.

## Амерички сан у 21. веку
Напади 11. септембра 2001. означили су почетак новог века. Пројекат за нови амерички век затворен је 2008. године, а 29. новембра 2012. најављена је алтернатива — кинески сан.